# 오스트레일리아의 국기
오스트레일리아의 국기(영어: Flag of Australia)는 1901년 오스트레일리아 연방 수립과 동시에 실시된 공모를 통해 제정되었으며 1901년 9월 3일에 멜버른에서 처음 게양되었다. 1908년 2월 23일에 현재와 같은 디자인으로 수정되었으며 비율은 1:2이다. 원주민들은 별도의 기를 사용한다. (토레스 해협 제도의 원주민의 경우 또 다른 독자적인 기를 사용한다.)

## 상징
파란색 바탕 왼쪽 상단에 붙어 있는 유니언 잭은 오스트레일리아가 영국 연방의 일원임을 의미한다. 유니언 잭 아래쪽에 그려진 커다란 하얀색 칠각별은 연방의 별(Commonwealth Star) 이라고 불리는데 이는 오스트레일리아를 구성하는 주와 준주를 의미한다. 국기 오른쪽에 그려져 있는 5개의 크고 작은 하얀색 별들( 4개의 칠각별, 1개의 오각별(기난) )은 남십자자리를 표시한다.
국기의 기본 디자인은 오스트레일리아 연방이 수립된 1901년에 실시된 공모를 통해 정해졌다. 국기에 그려진 커다란 칠각별은 원래 육각별이었는데 이는 오스트레일리아 연방을 형성한 6개의 식민지를 의미했다. 1908년에 오스트레일리아를 구성하는 주와 준주를 뜻하는 칠각별로 수정하여 오늘에 이른다.

## 규격과 색상
오스트레일리아의 국기의 구성 요소는 《1953년 오스트레일리아 국기법》(Flags Act 1953)에 명시되어 있다.
- 유니언 잭은 국기 왼쪽 상단의 1/4을 차지한다.
- 연방의 별(오스트레일리아를 구성하는 주와 준주를 의미하는 커다란 칠각별)은 국기 왼쪽 하단에 두며 별의 방향은 성 게오르기우스 십자의 가운데에 맞춘다.
- 남십자자리를 뜻하는 5개의 별은 국기 오른쪽의 가운데에 둔다.

별의 위치는 다음과 같이 명시되어 있다.
- 연방의 별(칠각별): 국기 왼쪽 하단의 가운데에 둔다.
- 남십자자리 알파(α)별(1등성, 칠각별): 국기 오른쪽 가운데, 국기 아래쪽 하단에서 위쪽으로 1/6 정도 떨어진 곳에 둔다.
- 남십자자리 베타(β)별(1등성, 칠각별): 국기 오른쪽 가운데에서 왼쪽으로 1/4 정도 떨어진 곳, 위쪽으로 1/16 정도 떨어진 곳에 둔다.
- 남십자자리 감마(γ)별(2등성, 칠각별): 국기 오른쪽 가운데 상단에서 아래쪽으로 1/6 정도 떨어진 곳에 둔다.
- 남십자자리 델타(δ)별(3등성, 칠각별): 국기 오른쪽 가운데에서 오른쪽으로 2/9 정도, 위쪽으로 31/240 정도 떨어진 곳에 둔다.
- 남십자자리 엡실론(ε)별(4등성, 오각별): 국기 오른쪽 가운데에서 오른쪽으로 1/10 정도, 아래쪽으로 1/24 정도 떨어진 곳에 둔다.

연방의 별의 바깥쪽 지름은 국기의 폭의 3/10이다. 남십자자리를 구성하는 4개의 칠각별의 바깥쪽 지름은 국기의 폭의 1/7이며 남십자자리를 구성하는 1개의 오각별의 바깥쪽 지름은 국기의 폭의 1/12이다. 모든 별들의 안쪽 지름은 바깥쪽 지름의 4/9이다.

오스트레일리아의 국기 규격

《오스트레일리아 국기법》에서는 국기의 색상에 대한 규정을 두지 않았지만 오스트레일리아의 총리 내각부 산하 문화국에서는 팬톤 양식에 따른 색상을 지정했다. 오스트레일리아 정부의 간행물인 《작가, 편집자, 인쇄업자를 위한 스타일 매뉴얼》(Style Manual for Authors, Editors and Printers)에서는 CMYK, RGB에 따른 국기 색상이 지정되어 있다.
| 색상 | 파랑              | 빨강              | 하양                  |
| ---- | ----------------- | ----------------- | --------------------- |
| 팬톤 | 280 C             | 185 C             | Safe                  |
| RGB  | 0–0–139 (#00008B) | 255–0–0 (#FF0000) | 255–255–255 (#FFFFFF) |
| CMYK | 100%–80%–0%–0%    | 0%–100%–100%–0%   | 0%–0%–0%–0%           |

## 그 외의 기

상선기
군함기
공군기
민간 항공기기

## 역대 국기

오스트레일리아의 국기 (1901년 ~ 1903년)
오스트레일리아의 국기 (1903년 ~ 1908년)
오스트레일리아의 상선기 (1901년 ~ 1903년)
오스트레일리아의 상선기 (1903년 ~ 1908년)
오스트레일리아의 공군기 (1948년 ~ 1982년)

## 같이 보기
- 오스트레일리아의 기 목록